# Die Todten an die Lebenden

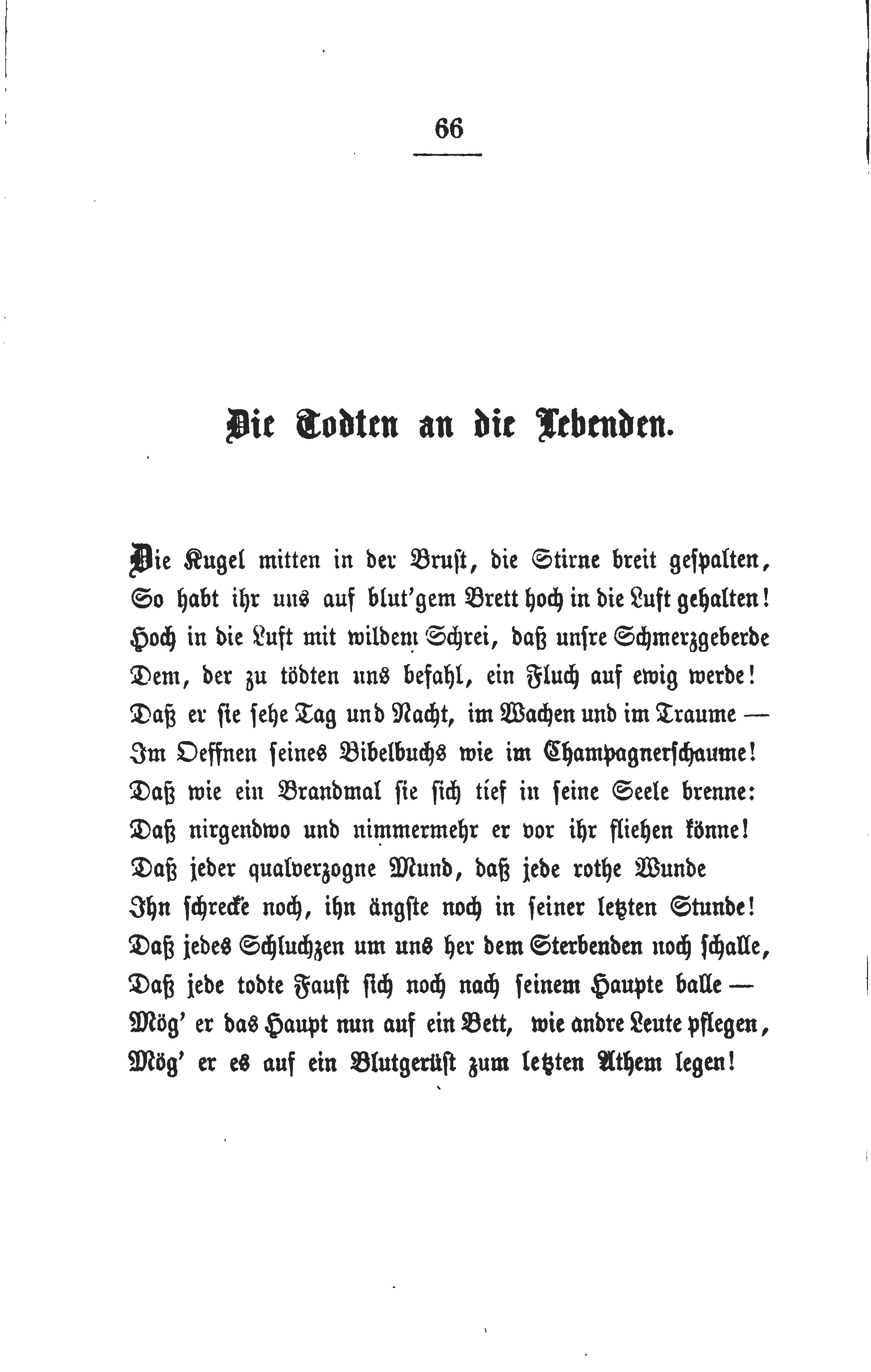
Die Todten an die Lebenden. Abdruck der ersten Seite des Gedichts in: Neuere politische und sociale Gedichte, Heft 1, Köln 1849

Die Todten an die Lebenden ist ein politisches Gedicht in Reimform, das Ferdinand Freiligrath im Juli 1848 in Düsseldorf verfasste. In dem Gedicht lässt Freiligrath die Berliner Märzgefallenen der Deutschen Revolution zornige Anklagen und revolutionäre Appelle an die Lebenden richten.

## Inhalt des Gedichts
Das Gedicht beginnt damit, dass die Berliner Märzgefallenen sich vorstellen und in drastischen Bildern schildern, wie sie im Trauerzug präsentiert wurden. An die Lebenden richten sie den Vorwurf, sich ihres Opfers nicht würdig erwiesen zu haben: „Und Alles feig durch euch verscherzt, was trotzig wir errangen! Was unser Tod euch zugewandt, verlottert und verloren.“ An den seit ihrem Tod schmachvollen und ungünstigen Gang der Dinge, die im Einzelnen aufgeführt werden, knüpfen sie die Erwartung, dass ihre Leichen ausgegraben und erneut präsentiert werden müssten, aber nicht vor dem preußischen König Friedrich Wilhelm IV., „jenem abgethanen Mann“, sondern hinaus „in’s Land“. Als die Kraft für einen notwendigen „zweiten Krieg“ wird sodann der Zorn der Lebenden in den Blick genommen: „Euch muß der Grimm geblieben sein – o, glaubt es uns, den Todten! Er blieb euch! ja, und er erwacht! er wird und muß erwachen! Die halbe Revolution zur ganzen wird er machen!“ Im Ergebnis dieser durch den „Grimm“ genährten Revolution, in deren Verlauf die Waffengewalt des Heeres unter Führung der Bürgerwehr zum Einsatz kommt, würden König und Fürsten fliehen müssen, und das Volk, dann souverän, würde seine Zukunft folglich selbst gestalten können.

## Geschichte

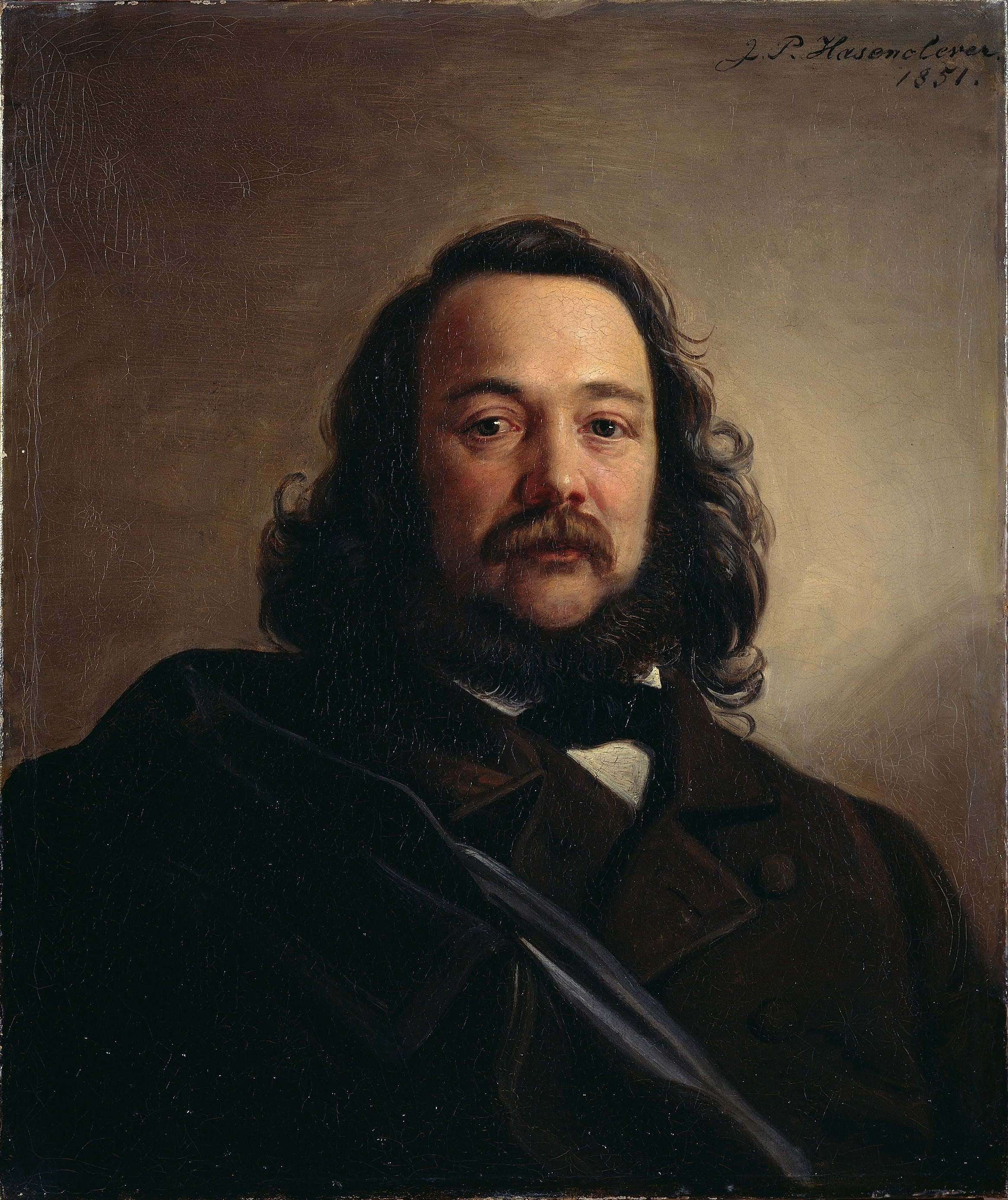
Ferdinand Freiligrath, gemalt von Johann Peter Hasenclever, 1851

### Vorgeschichte
Ferdinand Freiligraths Lyrik, die zuvor durch romantische Züge geprägt war, hatte sich in den 1840er Jahren zunehmend politisiert. 1844 legte er unter dem Titel Ein Glaubensbekenntniß eine Sammlung politischer Gedichte vor, die Stimmungen des Vormärz aufgriffen und Freiligraths Ruf als politischer Dichter begründeten. Im gleichen Jahr verzichtete er auf eine Pension von 300 Talern, die ihm 1842 von Friedrich Wilhelm IV. auf Vorschlag von Alexander von Humboldt gewährt worden war, sowie auf eine mögliche Anstellung am Hof des Großherzogtums Sachsen-Weimar-Eisenach. Im August 1844 emigrierte er wegen der Gefahr polizeilicher Verfolgung. Er ging nach Brüssel, wo er engen Kontakt zu Karl Heinzen, Karl Marx und Heinrich Bürgers hatte. Anschließend hielt er sich in der Schweiz auf. 1846 veröffentlichte er den Gedichtband Ça ira! In diesem Werk vertrat er den Standpunkt, dass Deutschland für die Revolution reif sei. Aus finanziellen Gründen reiste er dann nach London, wo er als Angestellter einer Bank und als Dozent an der Universität arbeitete. Er war im Begriff, in die Vereinigten Staaten zu emigrieren, als in Europa eine Reihe von Revolutionen ausbrachen und in einigen Staaten des Deutschen Bundes die Märzrevolution stattfand. Im Königreich Preußen, Freiligraths Heimat, kam es am 18. März 1848 in Berlin zum Barrikadenaufstand, nachdem König Friedrich Wilhelm IV. die Massen mit liberalen Zugeständnissen hatte besänftigen wollen. Bei der Niederschlagung dieses Aufstandes starben über 200 Personen. Am 20. März wurden 183 von ihnen feierlich auf dem Berliner Gendarmenmarkt aufgebahrt und in einem Trauerzug über den Schloßplatz geführt, wo der König den Toten die letzte Ehre erwies, indem er seine Mütze abnahm. Anschließend fanden die Toten ihre letzte Ruhestätte auf dem eigens angelegten Friedhof der Märzgefallenen.

### Revolutionäre Aktivitäten in Düsseldorf und Köln
In dieser Situation gab Freiligrath seinen Plan einer Emigration in die Vereinigten Staaten auf. An Freunde schrieb er im Frühjahr 1848:

„Nun löst die Zeit mir die Zunge. Im Jubel dieser stolzen weltgeschichtlichen Tage, im bewußten Glücke dieser Alles ergreifenden, Alles mit sich fortreißenden Bewegung, muß ich auch Dir in alter Liebe und neuer Hoffnung die Hand pressen! Herr Gott, welch ein Sieg! Jahrhunderte in den Raum zweier Wochen zusammengedrängt! […] Mitten im Donner dieses erhabenen demokratischen Gewitters, dessen Ausbruch wir wohl alle geahnt haben, aber doch in dieser Stärke und Allgemeinheit nicht voraussehen konnten! […] wo alles Interesse des Einzelnen zurücktritt vor dem großen und gewaltigen Ganzen […] Die Zeit braucht Männer! Thue Jeder, was er kann! […] Ich komme nach Deutschland zurück, um nach Kräften an Ihren weiteren Kämpfen und Entwicklungen in nächster Nähe Theil zu nehmen: gleich gerüstet auf Preßprocesse, wie auf weitere Barrikaden und wahrscheinliche antirussische Wachtfeuer […].“

Von London reiste er im Mai 1848 nach Düsseldorf, wo er Freunde hatte, unter anderem Theodor Eichmann, Heinrich Koester und Wolfgang Müller von Königswinter. In dem Haus des Malers Henry Ritter, Windschlag 275, heute Oststraße, bezog er eine Wohnung. In Düsseldorf schlossen sich seit Beginn der Märzrevolution demokratisch gesinnte Bürger in einer Bürgerwehr zusammen, die ihr Kommandeur Lorenz Cantador vor den Augen der preußischen Obrigkeit und des Militärs durch die Straßen der Stadt paradieren ließ, um den demokratischen Aufbruch und die Machtübernahme durch das Volk zu demonstrieren. Der Düsseldorfer Bürgerwehr gehörten Freiligraths Sympathien. Seinem Selbstverständnis als „Trompeter der Revolution“ folgend schloss er sich in Düsseldorf dem Volksklub an, einer politisch links stehenden, raschen Zulauf erfahrenden Vereinigung der frühen Arbeiterbewegung, die eine „sociale Demokratie“ in einer „rothen Republik“ anstrebte. In dieser Vereinigung, die Ferdinand Lassalle, Louis Kugelmann und Paul von Hatzfeldt zu ihren Mitgliedern zählte, übernahm er zeitweise das Amt des Kassierers. Im Juni war er im Kölner Arbeiterverein zu Besuch, wo er auf Einladung des Vorsitzenden Andreas Gottschalk sein Gedicht Trotz alledem! vortrug.

### Veröffentlichung des Gedichts
Im Juli 1848 entstand dann das Gedicht Die Todten an die Lebenden. Es stellt auch eine Reaktion auf die Nachricht von der gewaltsamen Niederschlagung des Pariser Juniaufstandes dar, mit der die Februarrevolution 1848 ein konterrevolutionäres Ende fand, ein Ereignis, auf das der Kölner Politiker Franz Raveaux zum Entsetzen Freiligraths mit einer lobenden Grußadresse an die französische Regierung geantwortet hatte. Freiligrath trug das Gedicht in der Sitzung des Volksklubs am 1. August 1848 vor, die im Wirtshaus von Stübben, nahe dem Düsseldorfer Bahnhof, stattfand. Der Vorsitzende des Volksklubs, Julius Wulff, befand sich zu diesem Zeitpunkt im Düsseldorfer Arresthaus in Haft, nachdem er in einer Volksklub-Veranstaltung am 3. Juli Max Cohnheims Schrift Republikanischer Katechismus für das deutsche Volk vorgetragen und verteilt hatte. Unter den ein- bis zweihundert Zuhörern, die für ihren Zutritt zur Veranstaltung je einen Silbergroschen gezahlt hatten, fand Freiligraths Gedicht großen Beifall. Im Volksklub wurde beschlossen, das Gedicht sofort drucken zu lassen, um es zugunsten der Vereinskasse für einen Silbergroschen das Stück zu verkaufen. Die Franck’sche Buchdruckerei in der Neustraße von Düsseldorf übernahm den Druckauftrag für 9000 Exemplare, die durch direkten Verkauf und durch den Buchhandel anschließend reißenden Absatz fanden.

### Reaktion des Staates, Verhaftung und Prozess

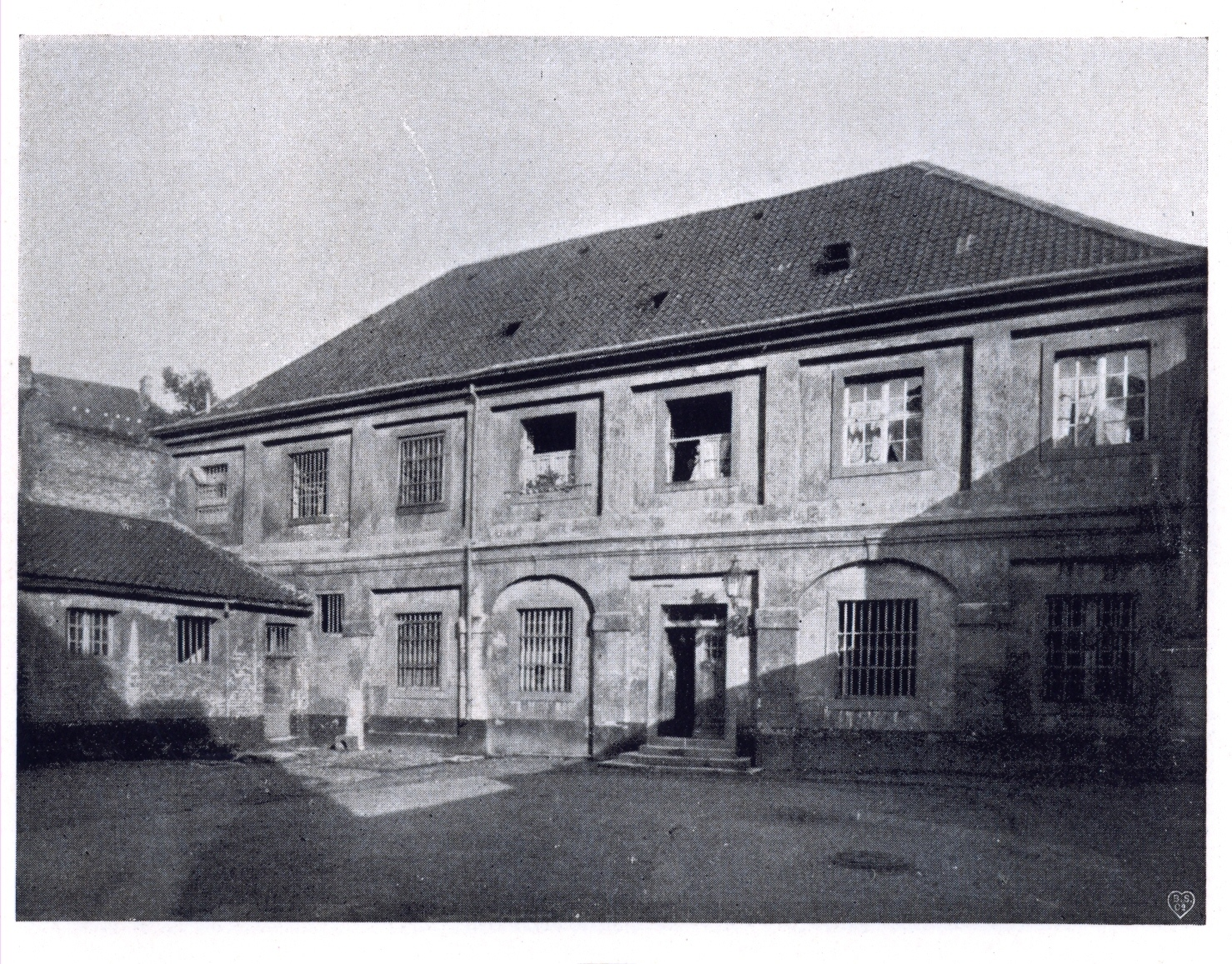
„Königliche Arrest- und Corrections-Anstalt“ in Düsseldorf, im Düsseldorfer Platt „et Kaschott“ genannt

Von diesen Ereignissen erfuhr auch der Ober-Prokurator Karl Schnaase, dessen Aufgabe als Organ der staatlichen Rechtspflege darin bestand, Verstöße gegen die Rechtsordnung zu verfolgen. Er und der General-Prokurator in Köln erkannten in dem Gedicht eine „directe Aufreizung der Bürger zur Bewaffnung gegen die landesherrliche Macht und zum Umsturze der bestehenden Staatsverfassung“. Sie ließen Freiligrath am 29. August verhaften und in die gleiche Zelle des Düsseldorfer Arresthauses bringen, in der bereits Julius Wulff saß und auf seinen Prozess wartete. Am 18. September erfolgte die Anklage wegen „Verbrechen gegen Art 102 und 87 des Straf-Gesetzbuchs“. Am Morgen des 3. Oktober wurde die öffentliche Verhandlung des Königlichen Assisenhofes in Düsseldorf unter Leitung ihres Präsidenten Broicher eröffnet und die Geschworenen vereidigt. Nach Verlesung des Anklageaktes führte Staatsprokurator von Ammon die Anklage näher aus. Nach der Vernehmung des Angeklagten und der Zeugen ergriffen die Rechtsanwälte Mayer und Weiler zur Verteidigung Freiligraths das Wort. Sie führten zur Untermauerung ihrer Forderung nach Freispruch des Angeklagten aus, dass sein Gedicht nicht als Straftat, sondern als „Poesie“ und als bildhafte Sprache dichterischer Fantasie zu bewerten sei. Auch andere Dichter seien zu ihrer Zeit hierfür nicht bestraft worden. Eine unmittelbare „Aufreizung“ der Bürger habe sich nicht ereignet. Die Geschworenen, die nach diesen Ausführungen von dem Vorsitzenden um ihr Urteil gebeten wurden, kamen bereits nach wenigen Minuten mit absoluter Mehrheit zur Entscheidung, dass Freiligrath nicht schuldig sei. Daraufhin erhob sich ein Jubel im Gerichtssaal; wiederholt wurde ein Hoch auf den Dichter ausgebracht. Nach der Verhandlung feierten ihn begeisterte Bürger in einem Festzug in den Straßen Düsseldorfs. Laut Polizeiberichten sollen dabei 15.000 Menschen auf den Beinen gewesen sein, unter ihnen Karl Marx. Am Folgetag fand dann der Prozess gegen Julius Wulff statt. Freiligrath war dazu als Zeuge geladen. Auch dieser Prozess endete mit einem Freispruch und Freudenkundgebungen. Dennoch musste Freiligrath nach dem Scheitern der Revolution das Land verlassen und kehrte erst 1868 nach Deutschland zurück.

## Rezeption

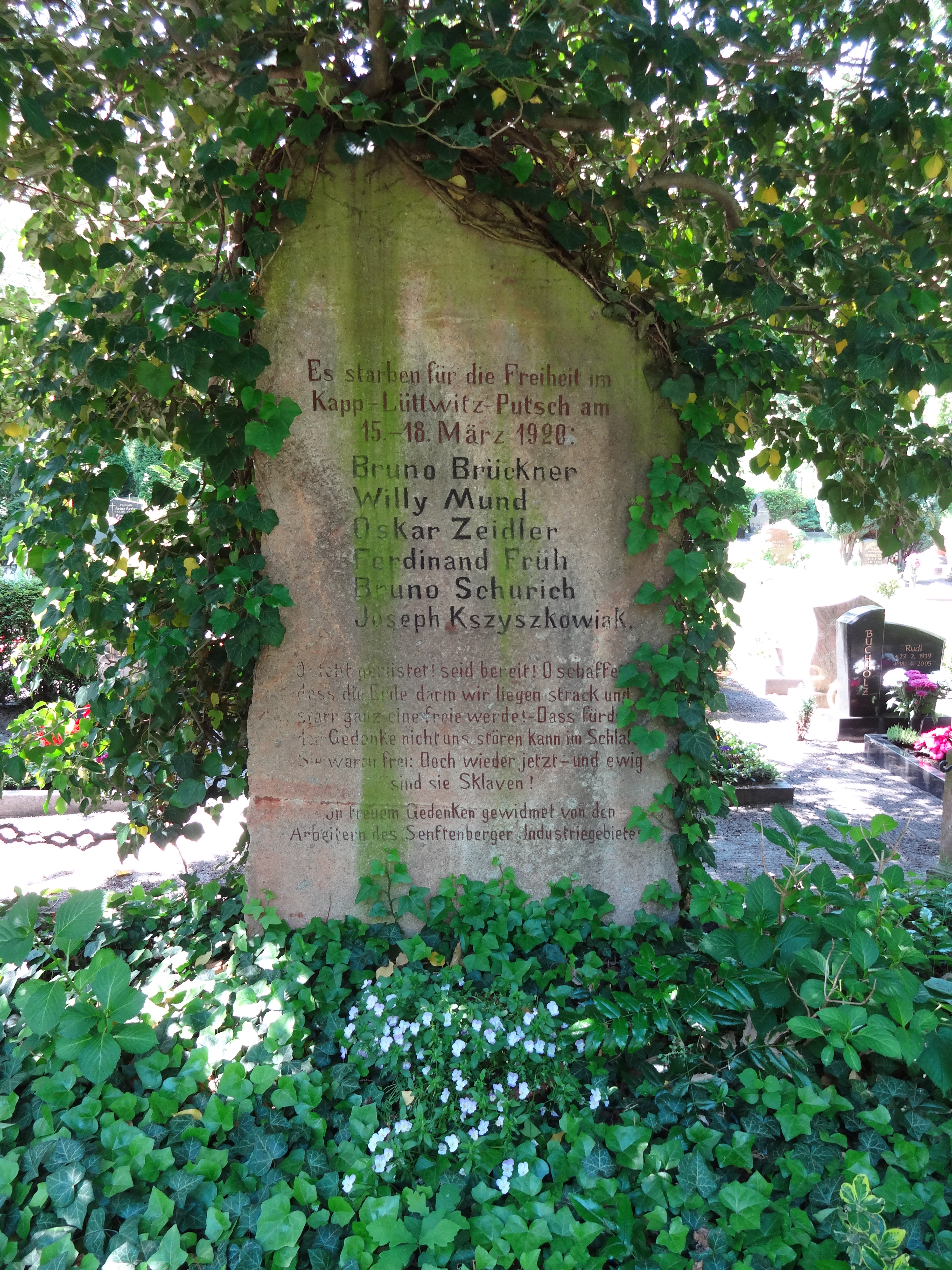
Nutzung des Gedichts auf einem Gedenkstein für die Märzgefallenen des Kapp-Putschs, auf dem neuen Friedhof in Senftenberg

Das Gedicht Die Todten an die Lebenden wurde in Druckauflagen weiter verbreitet und rasch populär. Es bot Anlass zu vielfältigen Anspielungen. Ein anonymer Autor verfasste im Jahr 1848 eine Antwort der Lebendigen auf Freiligraths Gedicht in Form eines Schmähgedichtes auf die Revolution. Weitere literarische Reaktionen waren die Schrift Die Wachenden an die Träumenden von einem gewissen „Ernst“ oder das Werk Kurze Antwort der Lebenden an die Todten. Der Düsseldorfer Schuhmacher und Zeichner Wilhelm Müller (1804–1865) fertigte Scherenschnitte mit Silhouetten Freiligraths an, unter anderem einen, der den Dichter zusammen mit Julius Wulff, dieser unter Anspielung auf seinen Familiennamen als Wolf abgebildet, in der Düsseldorfer Arrestzelle zeigt.